# 小芽棘孔珊瑚
小芽棘孔珊瑚（学名：Echinopora gemmacea）为菊珊瑚科棘孔珊瑚屬下的一个种。